# Mizociok, Zdolbuniv
Mizociok (în ucraineană Мізочок) este un sat în așezarea urbană Mizoci din raionul Zdolbuniv, regiunea Rivne, Ucraina.

## Demografie
Componența lingvistică a localității Mizociok
     Ucraineană (100%)
Conform recensământului din 2001, toată populația localității Mizociok era vorbitoare de ucraineană (100%).